# Lindesnes

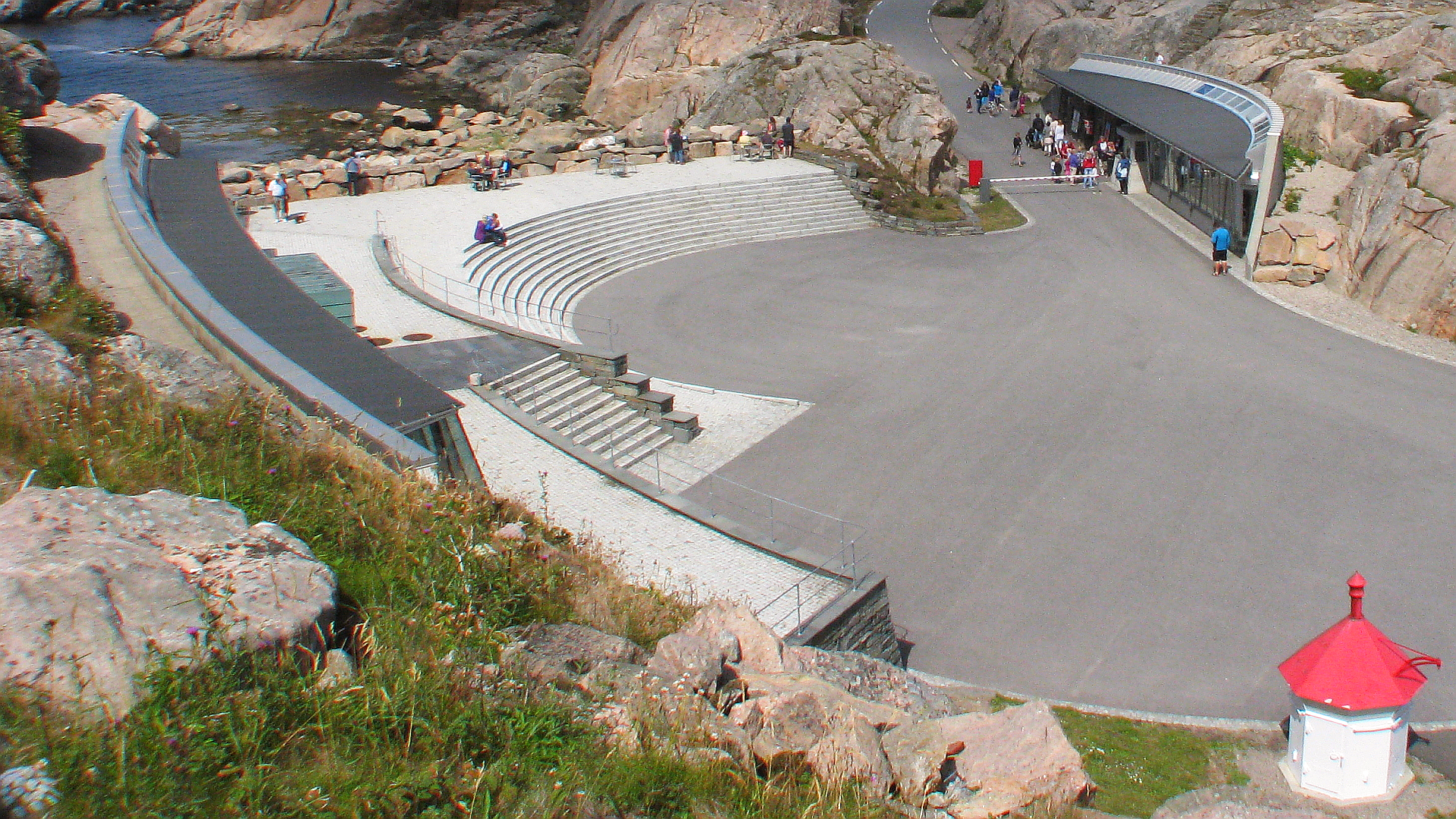
Lindesnes Fjellhallen (Millennium-Fjellhallen 2000-2004)

Lindesnes è un comune norvegese della contea di Agder.
La municipalità principale si trova nel villaggio di Vigeland, ma comprende anche i villaggi di Åvik, Høllen, Skofteland, Svenevig e Vigmostad.